# Axel Arigato
Axel Arigato er et svensk tøjmærke og modehus, med hovedsæde i Göteborg, Sverige. Brandet startede i 2014 med et udvalg af primært sneakers, men har siden vokset sig til også at omfatte prêt-à-porter med tøj og accessories, der ligeledes har skubbet til dets internationale anerkendelse som et luksusbrand. Brandets design er kendetegnet ved skandinavisk minimalisme, kvalitetshåndværk, og elementer af streetwear.
Firmaet har omkring 250 ansatte globalt set og omsatte pr. 2023 for 872 mio SEK (582 mio DKK). I november 2020 blev den franske investeringsvirksomhed Eurazeo majoritetsejer på lige fod med de to grundlæggere Max Svärdh & Albin Johansson, med en investering på 56 mio EUR.
I 2025 har modevirksomheden 21 fysiske butikker, hvoraf 10 betegnes som flagskibsbutikker fordelt på 6 lande, samt et netværk af over 250 engrospartnere og detailhandlere. Disse fysiske lokationer er primært i Europa, men blev senest udvidet til en butik i New York City, USA i september 2024.
Mærkets navn er, ifølge grundlæggerne, en kombination af det japanske ord "Arigato", der betyder "tak", og navnet "Axel", der repræsenterer en person, der er modig og dristig.

## Byer med Axel Arigato-butikker
- Göteborg, Sverige
- Stockholm, Sverige
- München, Tyskland
- Berlin, Tyskland
- Hamborg, Tyskland
- London, Storbritannien
- København, Danmark
- Paris, Frankrig
- New York City, USA